# Drupadia ultra
Drupadia ultra är en fjärilsart som beskrevs av Cowan 1974. Drupadia ultra ingår i släktet Drupadia och familjen juvelvingar. Inga underarter finns listade i Catalogue of Life.